# Rạch Ngã Ba Đình
Rạch Ngã Ba Đình là một con sông đổ ra Sông Ngã Ba Cái Tàu. Sông có chiều dài 35 km và diện tích lưu vực là km². Rạch Ngã Ba Đình chảy qua các tỉnh Bạc Liêu, Kiên Giang.